# Evacuación alemana en el mar Báltico (1945)

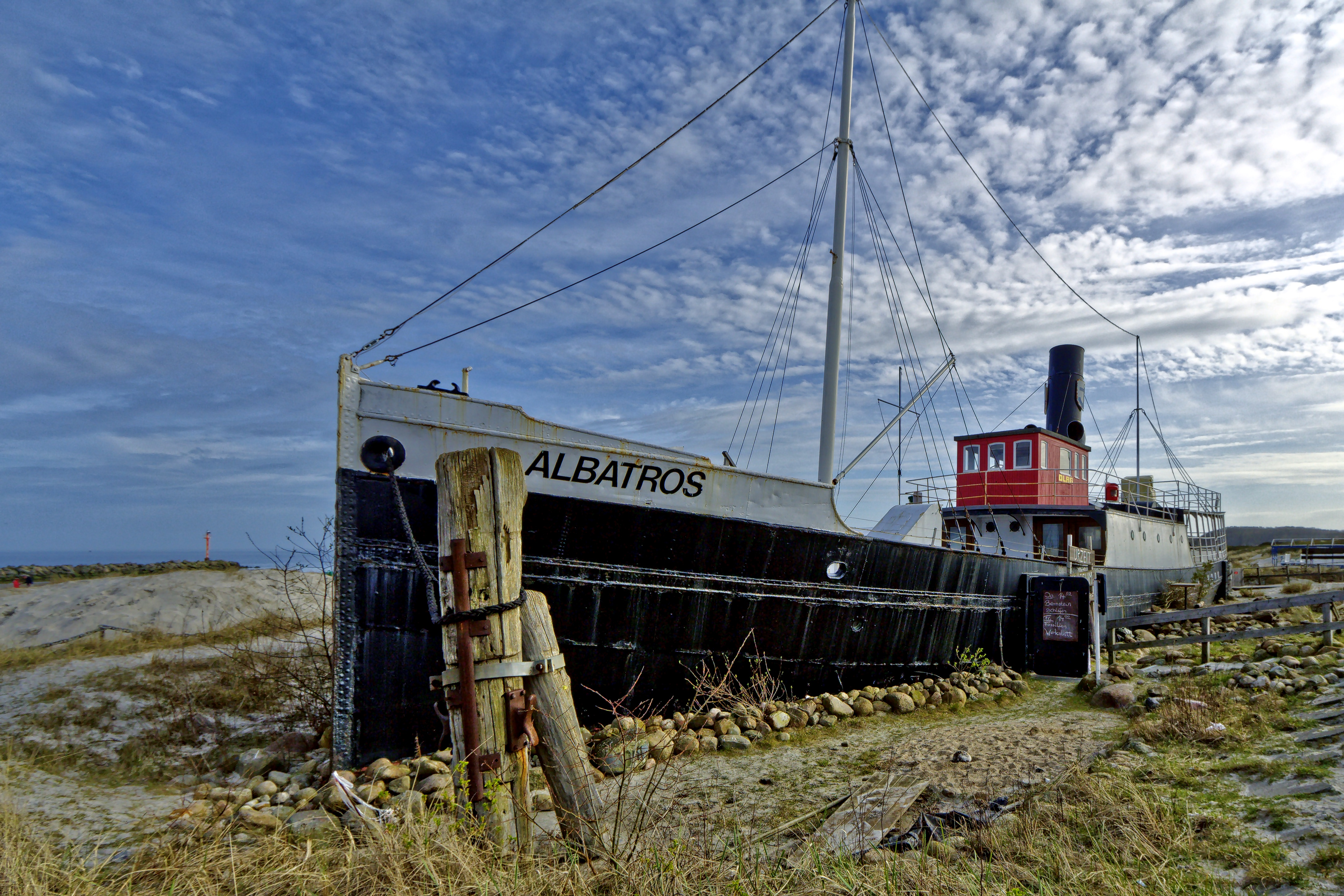
El Albatros, memorial en el municipio de Damp (2015)

Después de que, a principios de 1945, las tropas soviéticas cercaran Prusia Oriental, muchos alemanes decidieron huir a través del Báltico y tratar de llegar a uno de los puertos entre Hel y Memel para subir a un barco. Se calcula que el número de personas que huyeron hacia el oeste oscila entre los 5 millones, pero en cuanto al número de personas que utilizaron el mar Báltico, existen diferentes datos. Por ejemplo, el número de 2,5 millones de personas que figura en el antiguo monumento Albatros, en el balneario de Damp, es considerado actualmente excesivo en contraste con los "cientos de miles" que figuran en una placa conmemorativa en el Marine-Ehrenmal Laboe. 
La retirada de los refugiados civiles fue organizada por la Kriegsmarine y en paralelo, a la retirada de los soldados heridos de las unidades de la Wehrmacht desplegadas en Prusia Oriental y los Estados bálticos.

## El inicio de los transportes
Los envíos comenzaron con el traslado de la Segunda División de submarinos-escuela (2.U.L.D.) de Gotenhafen a Schleswig-Holstein. Esta acción fue anunciada el 23 de enero por Karl Dönitz y por el almirante Hans-Georg von Friedeburg, con instrucciones para el embarque de personal naval, cadetes y material militar (Operación Aníbal) en el Wilhelm Gustloff.
Además del personal naval y sus familiares, los refugiados fueron también llevados a bordo. El barco fue hundido por un submarino soviético el 30 de enero. La información sobre el número de personas que navegaban en el barco, así como la cantidad de víctimas, varían según las fuentes.
Hasta finales de enero, coordinada por la Kriegsmarine, se transportaron un total de 250 000 personas en buques de guerra y de la marina mercante, desde Danzig, Elbląg, Gotenhafen, Hel, Königsberg, Libau, Memel, Pillau y Swinemünde. La pérdida de 12 buques en estos transportes, se calcula costó la vida a 12 600 personas.

## La coordinación a través de la Kriegsmarine

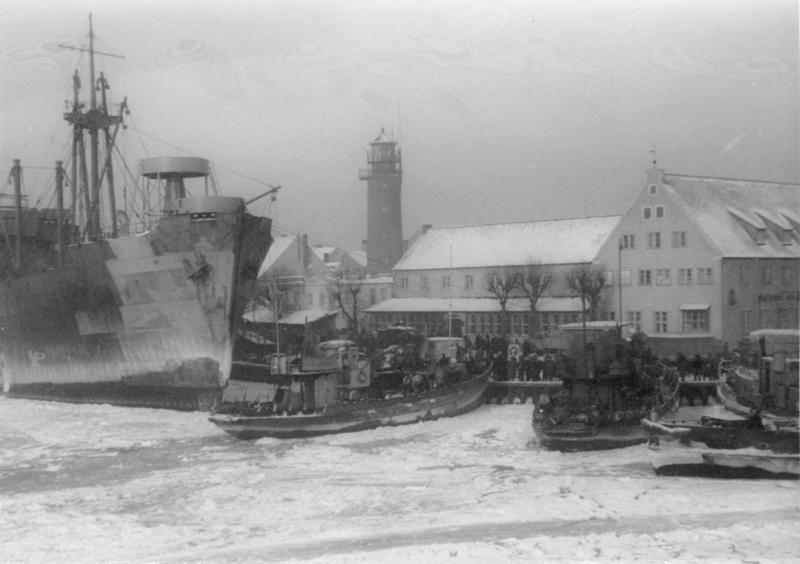
Refugiados prusianos en el puerto de Pillau (26 de enero de 1945)

En la segunda quincena de febrero, la Wehrmacht logró romper el asedio de Königsberg del Ejército Rojo. Como resultado, los refugiados de la ciudad volvieron a fluir a los puertos circundantes de Samland y Pillau. Bajo la dirección del capitán Conrad Engelhardt, el departamento de transporte marítimo (SeeTra) de la Kriegsmarine,  procuró que se transportaran el mayor número de refugiados. Pero en realidad, solo podían transportar a 5.000 personas cada día, debido a la escasez de barcos. Cuando el 23 de marzo, Danzig fue ocupada por el Ejército Rojo, los barcos estaban disponibles para el transporte, pero no pudieron usarse debido a la escasez de combustible. El combustible existente, se utilizaba para los submarinos y otras unidades de la Kriegsmarine.

## Final del transporte
A principios de abril, todavía se encontraban unos 400,000 civiles, en las últimas zonas controladas por la Wehrmacht, la mayoría de ellos en Pillau. El 6 de abril, la Kriegsmarine decidió usar el 80%  de la capacidad de transporte, para los heridos y otros fines militares y el 20% restante, para los civiles. Después de la rendición de Königsberg el 9 de abril, se aumentó el porcentaje para los civiles al  40%. Con la conquista de Samlad el 25 de abril por el Ejército Rojo, los transportes desde Pillau finalizaron.
Habida cuenta de las 250.000 personas que a finales de abril quedaban en Hela, y en el estuario del Vistula, por primera vez, Karl Dönitz habló del problema de los refugiados. A principios de mayo,  el último Gobierno retrocedió a Flensburg. La rendición incondicional alemana se produjo finalmente el 8 de mayo y el 23 de mayo de 1945, se detuvo a Dönitz.

## Evaluación y Dönitz
Karl Dönitz declaró en numerosas ocasiones después de la guerra, que su objetivo principal, durante los últimos meses de la contienda, fue la evacuación de los refugiados. Esta afirmación no se cuestionó durante mucho tiempo. y  la Sociedad de Prusia le otorgó su Preußenschild y para el ex Comandante en jefe de la Marina de guerra se acuñó la denominación de "salvador de millones". 
Hoy sabemos,  que los objetivos y acciones de Dönitz durante los últimos meses de la guerra,  respecto al transporte de barcos en el mar Báltico, fueron la soberanía marítima alemana y los suministros militares para las unidades de la Wehrmacht que combatían en el Este. La Armada suministró a esa zona, soldados, municiones y suministros militares hasta el mismo mayo, transportando a medio millón de heridos en el camino de regreso. A esto se agregaron el material de guerra y las armas.
El transporte de civiles por Dönitz fue secundario y sólo en la medida que las necesidades militares lo permitían. El 1 de mayo de 1945, después de la muerte de Hitler y como su sucesor, proclamó, en un discurso radiofónico, la continuación de la lucha para "salvar al pueblo alemán de la aniquilación por el bolchevismo". Sólo unos días después, el 6 de mayo y dos días antes de la rendición incondicional, Dönitz liberó las reservas de combustible almacenadas para los submarinos, para abastecer de combustible a los barcos de refugiados.

## Literatura
- Fritz Brustat-Naval: Unternehmen Rettung, Editorial Gustav Lübbe, Bergisch Gladbach 1970, ISBN 3-404-65040-9